# 김안정 묘 출토 묘비
김안정 묘 출토 묘비는 인천광역시 서구에 있는 묘비이다. 2008년 12월 1일 인천광역시의 기념물 제57호로 지정되었다.

## 개요
김안정(金安鼎:고려말기 문신)은 고려(高麗) 말기에 벼슬하여 봉익대부(奉翊大夫) 삼사좌윤(三司左尹)에 이르렀으니 이는 대신의 품계이다. 공의 묘는 송도인근에 조성되었지만 이 후에 분실되었다.
조선시대 초기, 그의 후손 중에 일부(게화당 김인손 후손)가 인천 서구 원당동(조선시대의 명칭은 김포군 노장면 원당리이며, 최근까지는 김포군 검단면 원당리 였음)의 비옥한 논 답을 중심으로 풍산김씨 집성촌을 이루었고 김안정의 의관묘를 조성하였다. 이 묘역은 고려시대 방식이며 1634년에 처음으로 비석이 세워졌고, 개립비(1786년)와 혼유석, 상석, 향로석, 망주석, 문익석이 만들어졌으며 그 후손들의 묘가 형성되어있다.

## 참고 자료
- 김안정 묘 출토 묘비 - 국가유산청 국가유산포털